# Kate Mosse
Kate Mosse (20 oktober 1961, West Sussex) is een Brits schrijver. Ze is het best bekend van haar boek Het Verloren Labyrint (2005), dat in meer dan 37 talen werd uitgebracht.

## Biografie
Kate Mosse volgde de Chichester High School and New College in Oxford waar ze ook haar latere man Greg Mosse ontmoette. Ze is journalist, presenteert voor de BBC tv- en radioprogramma's, en is mede-oprichter en directeur van de Orange Prize, een gerenommeerde Engelse literatuurprijs. Ze is actief lid van de Royal Society of Arts en werd gelauwerd voor haar inzet voor de kunsten. Ze woont met haar gezin afwisselend in West Sussex en in Carcassonne.